# 伊斯塔利亞山
13°48′23″S 70°54′18″W / 13.80639°S 70.90500°W
伊斯塔利亞山（Istalla），是秘魯的山峰，位於該國東南部庫斯科大區，由坎奇斯省的皮圖馬卡區負責管轄，屬於韋爾卡努塔山脈的一部分，海拔高度約5,400米。